# Buikvlies
Het buikvlies of peritoneum is een epitheelweefsel dat de binnenkant van de buikholte en de buitenkant van de daarin gelegen organen bekleedt.
Het buikvlies omhult de (intra)peritoneale ruimte, waarin zich een aantal spijsverteringsorganen bevindt. Dit zijn: de maag, de dunne darm (behalve het duodenum), het horizontale gedeelte (colon transversum) en het S-vormige gedeelte (colon sigmoides) van de dikke darm, de lever, de staart van de alvleesklier en de milt.
Daarnaast bedekt het buikvlies ook nog een gedeelte van organen in de retroperitoneale en de subperitoneale ruimte.

## Aangrenzende ruimten
Achter de intraperitoneale ruimte vinden we de retroperitoneale ruimte. Het retroperitoneum bevat de nieren, de bijnieren, de twaalfvingerige darm (duodenum), de twee verticale gedeelten van de dikke darm (colon ascendens en colon descendens) en de kop van de alvleesklier.
Onder de intraperitoneale ruimte ligt de subperitoneale ruimte, met daarin de blaas, bij mannen ook de prostaat en bij vrouwen ook de baarmoeder, de eierstokken met eileiders en de vagina. Het laatste stukje van de dikke darm, de endeldarm (rectum) ligt aan de bovenkant retro- en aan de onderkant subperitoneaal.
De organen in de retroperitoneale en de subperitoneale ruimte steken deels in de buikholte en zijn daardoor aan hun oppervlakte gedeeltelijk met buikvlies bekleed.

## Opbouw van het buikvlies
Het buikvlies aan de binnenzijde van de buik is het peritonaeum parietale (parietale = met betrekking tot de wand), het buikvlies dat de buitenkant van de inwendige organen bekleedt is het peritonaeum viscerale (viscerale = met betrekking tot de ingewanden). Daartussen bevindt zich een kleine hoeveelheid vrij vocht (in totaal circa 50 ml). Dit vocht wordt geproduceerd door het buikvlies zelf en dient als "smeermiddel" tussen de inwendige organen van de buikholte, zodat deze gemakkelijk langs elkaar heen kunnen glijden, bijvoorbeeld bij de spijsvertering.
Het buikvlies heeft geen open verbinding met de buitenwereld, behalve bij vrouwen via de eileiders, baarmoederholte, cervixkanaal en de schede. Deze weg is normaal echter goed afgesloten tegen binnendringende micro-organismen door beschermende slijmproppen. De buikholte is normaal dan ook steriel.
Als er een infectie plaatsvindt of door beschadiging van een orgaan een prikkelende stof binnen het peritoneum vrijkomt, zoals maagsap, pus, darminhoud, gal of bloed, ontstaat er een ontstekingsreactie die buikvliesontsteking (peritonitis) wordt genoemd.
Het buikvlies heeft een aanzienlijk oppervlak, bij een volwassene ongeveer 2 vierkante meter.